# Wagenfeld (gmina)
Wagenfeld – gmina samodzielna (niem. Einheitsgemeinde) w północnych Niemczech, w kraju związkowym Dolna Saksonia, w powiecie Diepholz.